# Diacritus muliebris
Diacritus muliebris là một loài tò vò trong họ Ichneumonidae.